# Genyonemus lineatus
Genyonemus lineatus är en fiskart som först beskrevs av Ayres, 1855.  Genyonemus lineatus ingår i släktet Genyonemus och familjen havsgösfiskar. IUCN kategoriserar arten globalt som nära hotad. Inga underarter finns listade i Catalogue of Life.